# Peter Scheibner (Boxer)
Peter Scheibner (* 26. August 1946 in Eutin; † 1990) war ein deutscher Boxer. Er war als Berufsboxer deutscher Meister im Superweltergewicht (auch Halbmittelgewicht und Junior-Mittelgewicht genannt).

## Leben
Als Amateur boxte Scheibner für den Polizei SV Eutin sowie die Kaltenkirchener Turnerschaft und wurde siebenmal Landesmeister Schleswig-Holsteins. 1971 gewann er die deutsche Amateur-Meisterschaft in der Gewichtsklasse bis 67 Kilogramm. 1972 wurde er mit der Bronzenen Repräsentativ-Nadel des Deutschen Amateurboxverbandes (DABV) ausgezeichnet.
Ende Oktober 1973 bestritt Scheibner seinen ersten Kampf als Berufsboxer. Im Juni 1974 sicherte sich der gelernte Zahntechniker in der Hansahalle in Lübeck die deutsche Meisterschaft im Superweltergewicht. Scheibner, dem als Boxer eine gute Technik und viel Kampfübersicht bescheinigt wurde, ging gegen den Berliner Rainer Müller in der zweiten Runde zu Boden, gewann aber letztlich nach Punkten. Im Januar 1975 verteidigte er seinen Titel in Hamburg gegen Peter Wulf. Der Kampf wurde als „technisch und kämpferisch hervorragendes Duell“ beschrieben, in dem Scheibner nach Punkten gewann.
Mitte Februar 1975 traf Scheibner in Barcelona vor 4000 Zuschauern auf den Europameister José Manuel Durán und verlor nach Punkten. In dem Kampf ging es allerdings nicht um den EM-Titel. Scheibner und Wulf trugen im April 1975 einen zweiten Kampf um die deutsche Meisterschaft aus: Scheibner musste sich in Hamburg nach Punkten geschlagen geben. Es kam im Mai 1976 zu einem dritten Duell zwischen den beiden, wieder stand der DM-Titel auf dem Spiel. Scheibner, der seine fünf vorangegangenen Kämpfe verloren hatte, schlug seinen Widersacher in der zwölften Runde zu Boden, der sich aber aufrappelte und nach zwölf Runden Punktsieger war.
Nach einem Wechsel ins Mittelgewicht erhielt Scheibner im letzten Jahr seiner Karriere als Berufsboxer (1977) noch einmal die Gelegenheit, um die deutsche Meisterschaft zu boxen. Er stand in der Bremer Stadthalle Titelverteidiger Frank Reiche im Ring gegenüber. Das Duell wurde dem Hamburger Abendblatt zufolge „mit unerbitterlicher Härte“ geführt und bot „boxtechnische Bravourstücke“. Scheibner, der sechsmal und Reiche zweimal angezählt wurde, verlor nach K.o in der neunten Runde.
Scheibner starb im Alter von 44 Jahren.